# Francesco Colaci
Francesco Colaci (Surbo, ... – ...; fl. XIV-XV secolo) è stato un architetto italiano.

## Biografia
Purtroppo, sono disponibili poche informazioni sulla sua vita e sulla sua produzione artistica. Alcuni studiosi lo considerano un discepolo di Francesco d'Arezzo. La sua opera più nota è la "Torre" di Soleto, situata nella provincia di Lecce. Potrebbe anche aver partecipato alla costruzione della chiesa di Santa Lucia, anch'essa a Soleto, anche se questa è stata recentemente distrutta.

## Opere

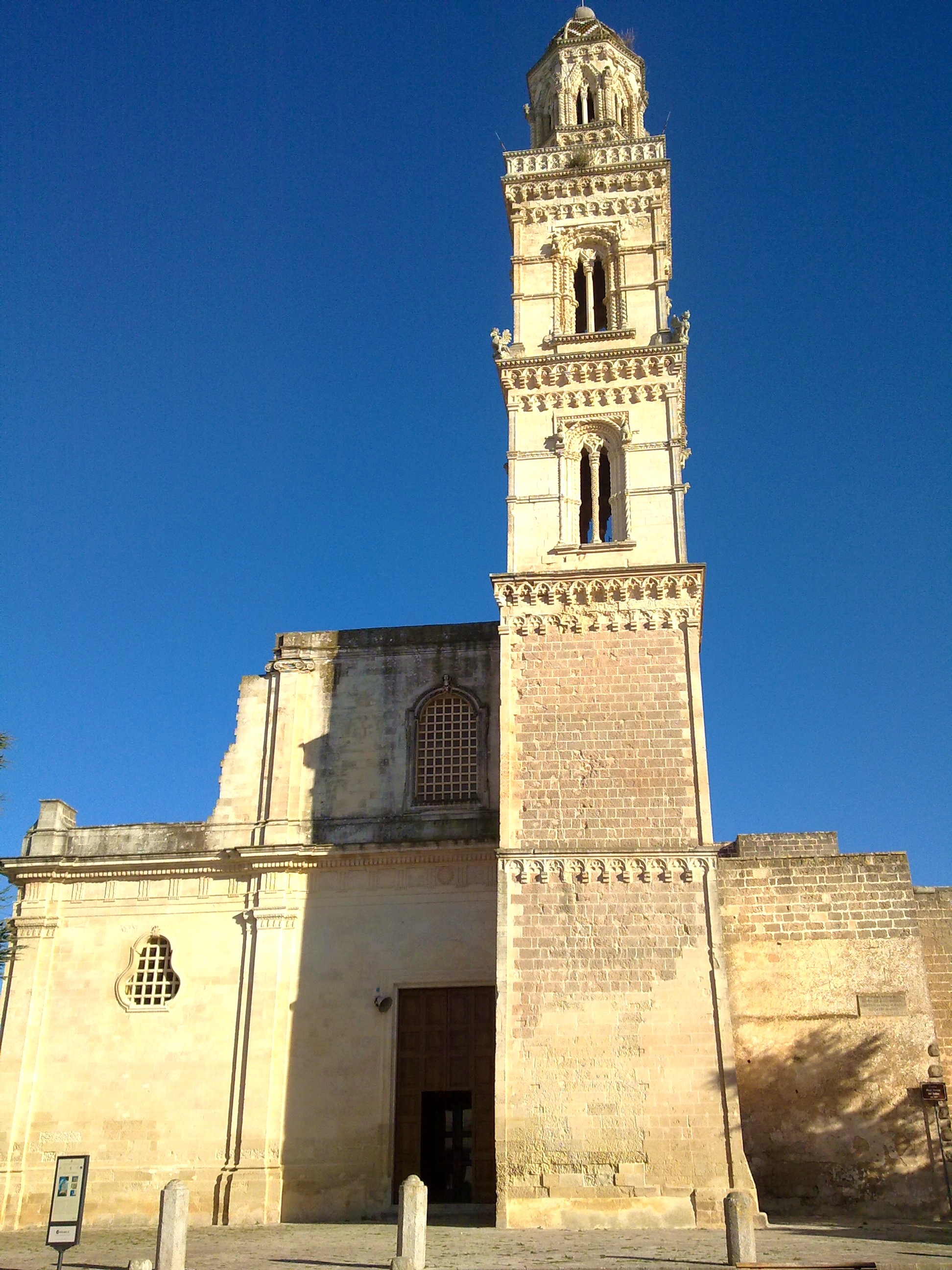
Chiesa e guglia di Soleto

Entrambe queste opere sono state commissionate da Raimondello Orsini nel 1381, quando trasformò Soleto in un centro di contea con giurisdizione su paesi circostanti, inclusa Galatina. La "Torre" fu eretta nel punto più alto della contea, con un carattere prevalentemente celebrativo, tanto che è più appropriato chiamarla "torre" piuttosto che "campanile". Un documento del 1781 menziona che è stata costruita "per mera bellezza".
Il nome di Francesco Colaci è emerso solo nel XVIII secolo, quando furono effettuati alcuni restauri a seguito di un danneggiamento causato da un fulmine. Un'iscrizione sul parapetto terminale della torre riporta il suo nome e la data di completamento della costruzione: "Magister Franciscus Colaci / Suburbien MCCCXCVII".
La "Torre" è di forma quadrata e adiacente alla chiesa parrocchiale. È composta da cinque piani, ma solo i primi quattro sono attribuibili a Colaci. I primi due piani sono modestamente decorati con cornici ad archetti trilobati, mentre i piani superiori presentano finestre bifore di pregevole fattura su ciascun lato. Altri dettagli interessanti includono grifi agli angoli della cornice tra il quarto e il quinto piano e una balaustra terminale con gli stemmi degli Orsini e di altre famiglie imparentate con loro.